# روجر جانسون
روجر جانسون (بالفنلندية: Roger Jansson)‏ هو سياسي فنلندي، ولد في 9 أغسطس 1943 في فنلندا. حزبياً، نشط في Freeminded Co-operation ‏. وقد انتخب Lantråd ‏ (24 نوفمبر 1995 – 3 ديسمبر 1999) وانتخب عضو برلمان فنلندا ‏.

## وصلات خارجية
- الموقع الرسمي